# Christoph Badelt

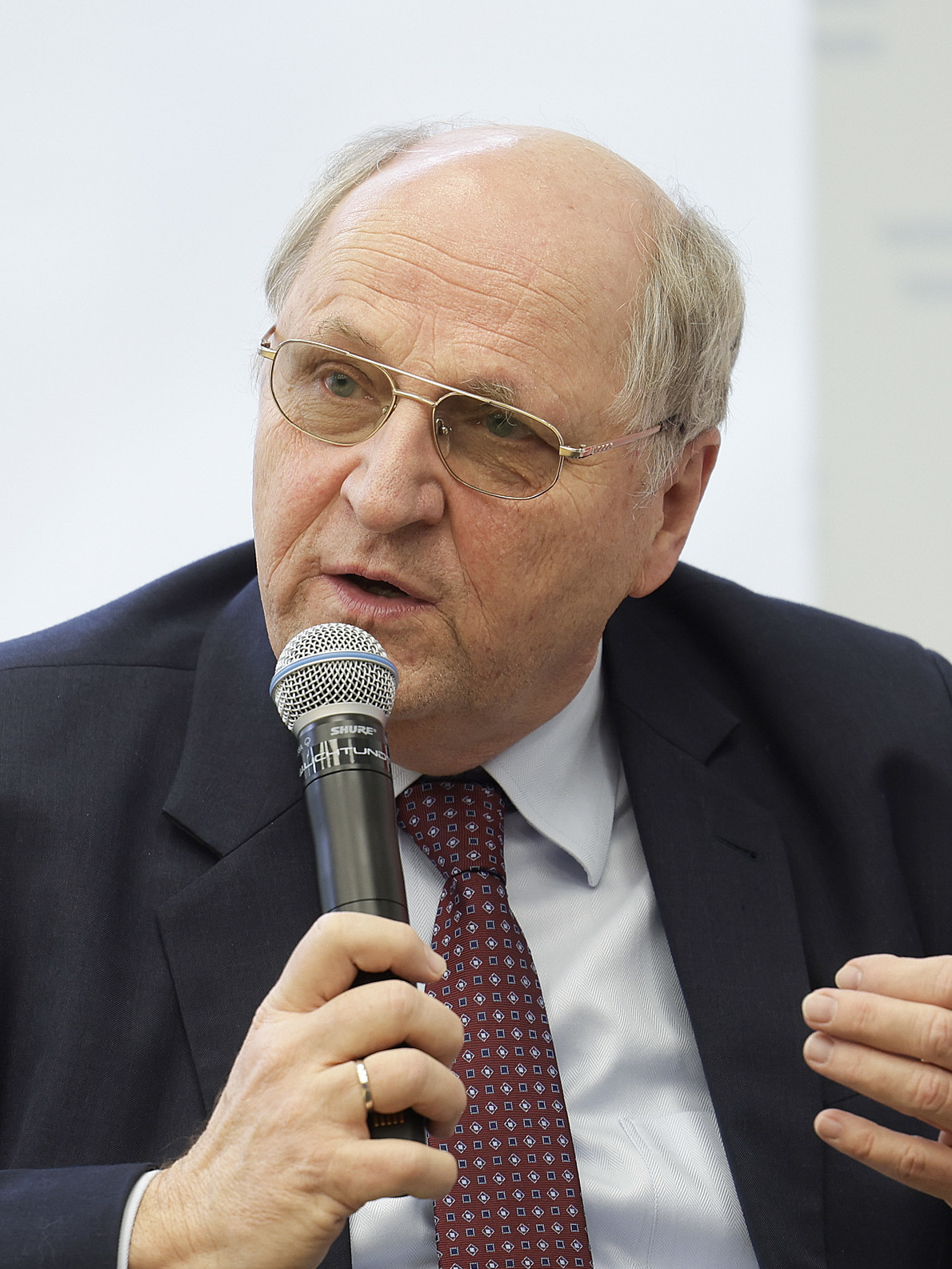
Christoph Badelt (2021)

Christoph Badelt (* 26. Februar 1951 in Wien) ist ein österreichischer Wirtschaftswissenschafter und war von März 2002 bis September 2015 Rektor der Wirtschaftsuniversität Wien (WU). Mit 1. September 2016 übernahm er die Leitung des Österreichischen Instituts für Wirtschaftsforschung (WIFO). Gabriel Felbermayr löste Badelt zum 1. Oktober 2021 an der Spitze des WIFO ab. Badelt selbst war zuvor zum Präsidenten des Fiskalrates bestellt worden.

## Ausbildung
Nach der Matura 1969 am Realgymnasium Wien 18 begann Badelt 1970 ein Studium der Volkswirtschaftslehre an der damaligen Hochschule für Welthandel, das er im Juli 1974 mit der Sponsion zum Mag. rer. soc. oec. abschloss. Im Juli 1976 promovierte er zum Doktor der Sozial- und Wirtschaftswissenschaften.

## Akademische Karriere
Ab 1974 war Badelt als Assistent am Institut für Volkswirtschaft an der WU tätig. Zwischen 1981 und 1985 war er anschließend mit Unterbrechungen Gastprofessor an der University of Wisconsin–Madison. 1984 habilitierte er sich an der WU. Ab Juli 1986 war er als Oberassistent bzw. Universitätsdozent an der WU tätig. Von 1985 bis 1989 war er des Weiteren Gastprofessor und -dozent an der Universität Klagenfurt. Zwischen 1986 und 1995 erhielt Badelt mehrere Rufe auf Professuren an Hochschulen in Deutschland (Köln, Freiburg und München). Von 1989 bis 1997 war er als außerordentlicher Universitätsprofessor für Wirtschafts- und Sozialpolitik an der WU tätig; 1997 wurde er zum ordentlichen Universitätsprofessor berufen. Bis zu seiner Ernennung zum Rektor der Hochschule war er in mehreren leitenden Positionen an der WU tätig. Von 1991 bis 1995 war er Mitglied des Rektoratskollegiums, 1998 bis 2002 Vizerektor für Infrastruktur der Wirtschaftsuniversität Wien, sowie von 1993 bis 2002 wissenschaftlicher Leiter des Interdisziplinären Universitätslehrgangs für Sozialwirtschaft, Management und Organisation Sozialer Dienste (ISMOS-Lehrgang).
Badelt ist (Mit-)Autor von 17 Büchern und Verfasser von mehr als hundert wissenschaftlichen Beiträgen in Sammelbänden und Zeitschriften. In seinen Arbeiten setzt er sich vor allem mit aktuellen Problemen und Konflikten im Sozialstaat und denkbaren Lösungsansätzen auseinander.
Von 2005 bis Ende 2009 war Christoph Badelt Vorsitzender der Österreichischen Universitätenkonferenz. Ihm folgte im Jänner 2010 Hans Sünkel von der TU Graz nach.
Ab 1. Oktober 2015 wurde Badelt, der nicht mehr als Rektor kandidiert hatte, durch Edeltraud Hanappi-Egger als Rektorin der Wirtschaftsuniversität Wien abgelöst.
Mit 1. September 2016 folgte Badelt Karl Aiginger als Leiter des Österreichischen Instituts für Wirtschaftsforschung (WIFO) nach; im Oktober 2020 wurde bekannt, dass er das Wirtschaftsforschungsinstitut mit Ende August 2021 verlassen würde.
Im Mai 2021 wurde Badelt als Nachfolger von Arbeitsminister Martin Kocher zum Präsidenten des Fiskalrates bestellt, die Funktionsperiode läuft bis 2025.

## Sonstiges
Badelt hat mit seiner Frau Irmgard drei Kinder. Er ist passionierter Radfahrer und wurde auf Grund seiner Fähigkeit, seine Forschungsergebnisse einer breiten Öffentlichkeit zu vermitteln, vom Klub der Bildungs- und Wissenschaftsjournalisten zum Wissenschafter des Jahres 1999 gekürt. Seit 2005 ist er Mitglied des Kuratoriums der Erste Stiftung.

## Ehrungen
- 1979: Rudolf-Sallinger-Preis
- 1985: Kardinal-Innitzer-Förderungspreis für Sozial- und Wirtschaftswissenschaften
- 1992: WU-Oskar für Kommunikation
- 1999: Wissenschafter des Jahres
- 2011: Großes Goldenes Ehrenzeichen für Verdienste um die Republik Österreich[8]
- 2016: Ehrenkreuz für Wissenschaft und Kunst I. Klasse

## Werke (Auswahl)
- Sozioökonomie der Selbstorganisation (1980)
- Brennpunkt: Erziehungsgeld (1991)
- Sozialwirtschaft und Sozialmanagement in der Ausbildung (1999)
- Handbuch der Nonprofit Organisation. Strukturen und Management (1999)
- Wirtschaft an der Schwelle zum 21. Jahrhundert – Raum für soziale Anliegen (2002)